# Bassam Mawlawi

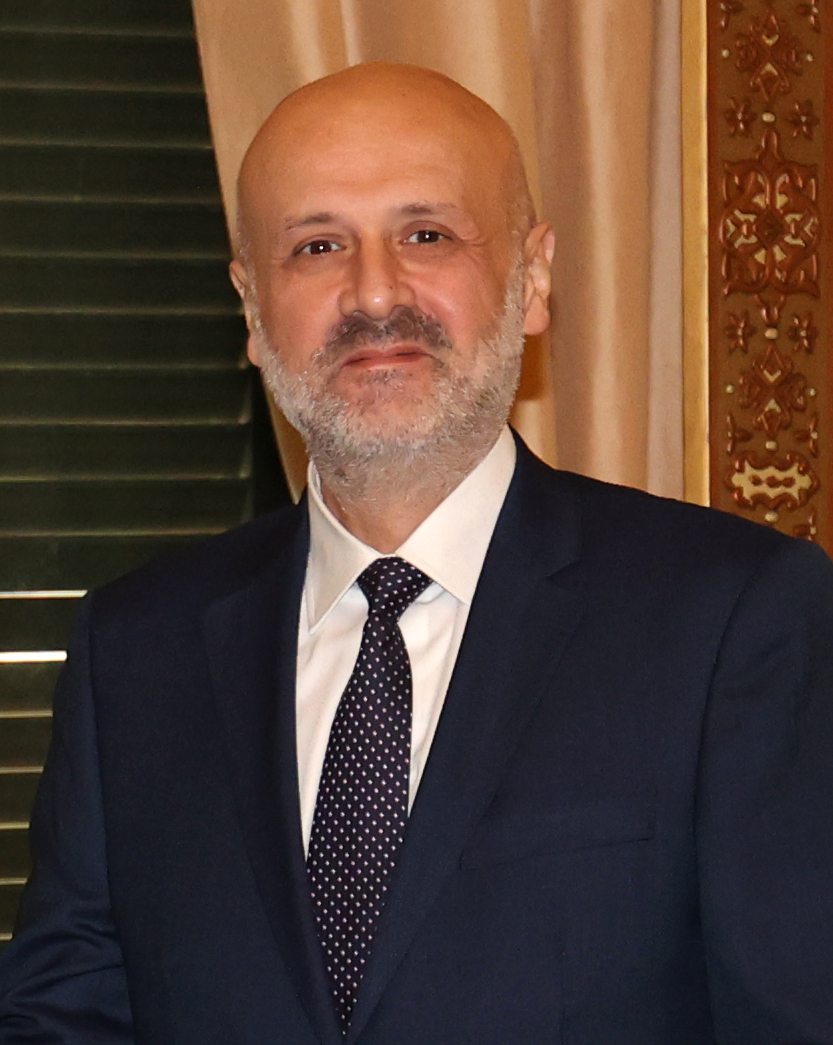
Bassam Mawlawi

Bassam Mawlawi (arabisch بسام مولوي, DMG Bassām Maulawī; * um 1965 in Tripoli) ist ein libanesischer Jurist und Politiker. Seit September 2021 ist er Innenminister in der Regierung Nadschib Miqati.
Mawlawi trat nach seinem Jurastudium 1993 in die libanesische Justizverwaltung ein. Ashraf Rifi, ein Politiker aus Tripoli und von 2014 bis 2016 Justizminister, ernannte ihn 2017 zum Richter am Appellationsgericht in der Siebten Kammer im Gouvernement Nord-Libanon.
Mawlawi gehört der sunnitischen Bevölkerungsgruppe an.